# Luftwaffenkommando Kurland
Das Luftwaffenkommando Kurland war eine Kommandobehörde der Luftwaffe der Wehrmacht im Zweiten Weltkrieg. Es war nach dem Kurland benannt, ein südwestlich der Düna, zwischen der Ostsee und dem Rigaischen Meerbusen liegende Teil Lettlands.

## Geschichte
Das Luftwaffenkommando Kurland ging am 17. April 1945 aus der umbenannten Luftflotte 1 hervor. Das Hauptquartier lag in Aizpute (Lage). Es war dem Oberkommando der Luftwaffe direkt unterstellt. Das Einsatzgebiet umfasste das Kurland, den westlichen an der Ostsee gelegenen Teil des deutschbesetzten Lettlands. In diesem territorialen Bereich war es auf Zusammenarbeit mit der Heeresgruppe Kurland des Heeres festgelegt. Diese war seit dem 10. Oktober mit der 16. und 18. Armee im Kurland-Kessel eingeschlossen. Am 8. Mai 1945, nach der bedingungslosen Kapitulation der Wehrmacht, wurde es aufgelöst.

## Personen

### Befehlshaber
| Dienstgrad          | Name           | von            | bis         |
| ------------------- | -------------- | -------------- | ----------- |
| General der Flieger | Curt Pflugbeil | 17. April 1945 | 8. Mai 1945 |

### Chef des Stabes
| Dienstgrad     | Name               | von            | bis         |
| -------------- | ------------------ | -------------- | ----------- |
| Oberstleutnant | Paul-Werner Hozzel | 17. April 1945 | 8. Mai 1945 |

## Unterstellung
| Unterstellung              | von            | bis         |
| -------------------------- | -------------- | ----------- |
| Oberkommando der Luftwaffe | 17. April 1945 | 8. Mai 1945 |

## Unterstellte Verbände
| Verbände am 17. April 1945             | Flugzeugtypen                                           | Liegeplatz   | Lage                    |
| Stab, 1. und 2./Nahaufklärungsgruppe 5 | Focke-Wulf Fw 189                                       | Cirava       | 56.7402778 21.355555555 |
| Stab und I./Jagdgeschwader 54          | Focke-Wulf Fw 190A Focke-Wulf Fw 190D                   | Zabeln       | 57.0333333 22.5666666   |
| II./Jagdgeschwader 54                  | Focke-Wulf Fw 190A Focke-Wulf Fw 190D                   | Cirava       | 56.7402779 21.355555555 |
| Nachtschlachtgruppe 3                  | Arado Ar 66 Focke-Wulf Fw 58 Heinkel He 46 Gotha Go 145 | Libau-Grobin | 56.5166667 21.09333     |
| III./Schlachtgeschwader 3              | Focke-Wulf Fw 190F                                      | Zabeln       | 57.0333333 22.5666667   |
| 6. Flakdivision                        |                                                         | Aizpute      | 56.716667 21.6          |